# موهلسدورف-تایشوولفرامسدورف
موهلسدورف-تایشوولفرامسدورف (به آلمانی: Mohlsdorf-Teichwolframsdorf) یک شهر و در آلمان است که در گرایتس واقع شده‌است. موهلسدورف-تایشوولفرامسدورف ۵٬۲۹۳ نفر جمعیت دارد.